# Qaum
Qaum (tiếng Ả Rập: قوم, tiếng Ba Tư: قوم) là từ tiếng Ả Rập có nghĩa là dân tộc. Nó có thể đề cập đến một cộng đồng có chung ngôn ngữ, văn hóa, sắc tộc, nguồn gốc và lịch sử. Theo định nghĩa này thì Qaum là một dân tộc không có biên giới vật lý. Tuy nhiên, từ này còn có thể đề cập đến những người chia sẻ cùng một lãnh thổ và chính phủ chung (ví dụ như cư dân của một quốc gia có chủ quyền) bất kể thành phần sắc tộc của họ. Từ gốc Qawm vốn bắt nguồn từ tiếng Ả Rập và được dùng để chỉ bất kỳ hình thức đoàn kết nào.